# Şəhriyar Məmmədyarov
Şəhriyar Hamid oglu Məmmədyarov (alternative aserbaidschanische Schreibweise: Şähriyar Mämmädyarov; * 12. April 1985 in Sumqayıt) ist ein aserbaidschanischer Weltklassespieler im Schach. Die Transkription Shakhriyar Mamedyarov, die auf der russifizierten Namensform basiert, hat sich international durchgesetzt und wird in den meisten Sprachen verwendet – auch vom Weltschachbund FIDE, in Schachdatenbanken und zumeist auch in der deutschen Presse, wo er aber auch als Schakrijar oder Schachrijar Mamedjarow zu finden ist.

## Leben
Məmmədyarov, neben Teymur Rəcəbov ein aserbaidschanisches Wunderkind im Schach, erlernte das Spiel als Achtjähriger und nahm bereits 1999 an den Landesmeisterschaften seines Landes teil. Er belegte beim gleichen Turnier ein Jahr später den geteilten zweiten Platz. Im selben Jahr gewann er, 15-jährig, die Landesmeisterschaft U18 mit 8,5 aus 9. Bereits in diesem Jahr war Məmmədyarov Mitglied der Nationalmannschaft bei der Schacholympiade in Istanbul (+3 =2 −0).
Im Jahr 2001 bewies er sein Können nochmals durch einen Sieg bei der Landesmeisterschaft. 2002 wurde er Europameister U18. Ebenfalls 2002 spielte er bei der Schacholympiade in Bled für sein Land. 2003 gewann er die Juniorenweltmeisterschaft U20, im aserbaidschanischen Naxçıvan ausgetragen, mit 10 aus 13. Im selben Jahr spielte er in einem Wettkampf mit dem iranischen Großmeister Ehsan Ghaem Maghami in Baku unentschieden 3:3 (+1 =4 −1). Məmmədyarov nahm im gleichen Jahr an der Jugendweltmeisterschaft U18 in Kallithea (Chalkidiki) teil und wurde auch in dieser Alterskategorie Weltmeister. Im Jahre 2004 gewann er das starke Open von Dubai. Im ersten Turnier des FIDE Grand Prix 2012–2013 in London teilte er sich den ersten Platz mit Wesselin Topalow und Boris Gelfand.
Im Jahr 2005 gelang ihm in Istanbul erneut der Gewinn der Jugendweltmeisterschaft U20, eine Leistung, die bislang noch niemand vor ihm erbrachte. Im Juli 2008 gelang es ihm, bei den Dortmunder Schachtagen im Superturnier mit 4 Punkten aus 7 Partien den geteilten zweiten Platz hinter Péter Lékó zu belegen.
Im Juni 2013 gewann er in Chanty-Mansijsk die Weltmeisterschaft im Schnellschach. Durch fünf Siege in den letzten fünf Runden überholte er noch den lange Zeit führenden Jan Nepomnjaschtschi und gewann das Turnier mit 11,5 Punkten aus 15 Partien. Nur drei Wochen später siegte er auch beim Schnellschach-Turnier in Genf, bei dem er sich im Finale gegen Wladimir Kramnik durchsetzte.
Durch den 2. Platz beim FIDE Grand Prix 2012–2013 qualifizierte sich Məmmədyarov für das Kandidatenturnier 2014, in dem er mit 7 aus 14 den 4. Platz von acht Teilnehmern belegte (+3 =8 −3).

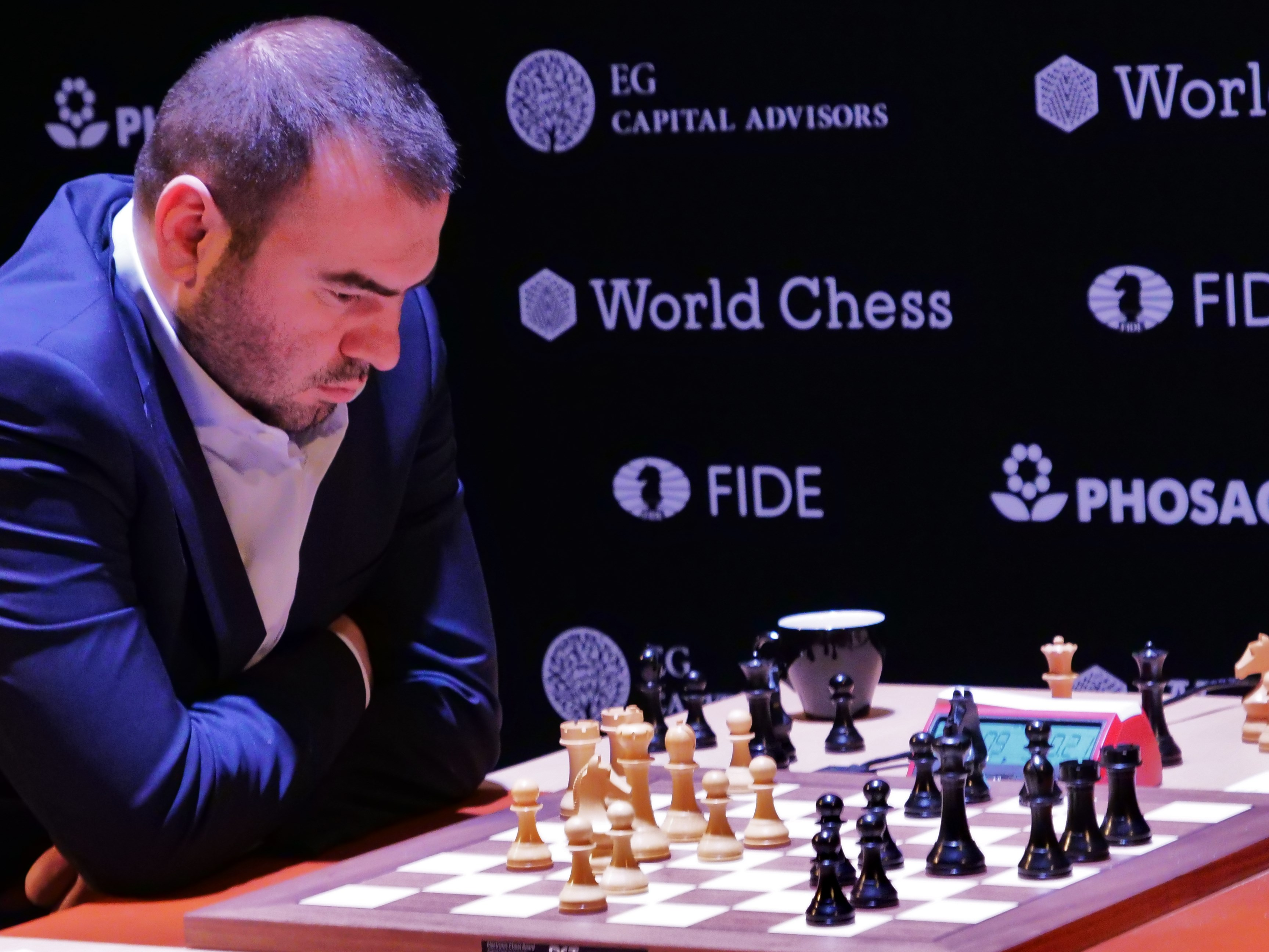
Kandidatenturnier Berlin 2018 (6. Runde)

Im Jahr 2016 gelang es Məmmədyarov erstmals, das hochkarätig besetzte Shamkir Chess Turnier, das in Aserbaidschan in Gedenken an den verstorbenen Großmeister Vüqar Həşimov ausgetragen wird, zu gewinnen. Dabei holte er sechs Punkte aus neun Partien und setzte sich im Tie-Break gegen den US-Amerikaner Fabiano Caruana durch.
Eine Wiederholung dieses Triumphes gelang dem Lokalmatadoren bei der nächsten Ausgabe des Shamkir Chess im Jahr 2017. In diesem Fall reichten dem Großmeister Məmmədyarov 5,5 von 9 Punkten zum Turniersieg.
Über einen der ersten beiden Plätze im FIDE Grand Prix 2017 qualifizierte er sich 2018 erneut für das Kandidatenturnier zur WM, stattfindend in Berlin, in welchem er hinter Fabiano Caruana den zweiten Platz errang.
Məmmədyarov ist der Bruder von Zeinab Məmmədyarova und Türkân Məmmədyarova, die beide den Titel einer Großmeisterin der Frauen (WGM) tragen.

### Elo-Entwicklung
Dieser Graph zeigt die Elo-Entwicklung von Məmmədyarov seit 2001:
| Die zur Anzeige dieser Grafik verwendete Erweiterung wurde dauerhaft deaktiviert. Wir arbeiten aktuell daran, diese und weitere betroffene Grafiken auf ein neues Format umzustellen. (Mehr dazu) |

Von Februar bis April 2018 belegte Məmmədyarov den zweiten Platz in der Weltrangliste hinter Magnus Carlsen.

## Nationalmannschaft
Für die Nationalmannschaft von Aserbaidschan nahm er an den Schacholympiaden 2000 in Istanbul, 2002 in Bled, 2004 in Calvià, 2008 in Dresden, 2010 in Chanty-Mansijsk, 2012 in Istanbul und 2014 in Tromsø teil. Er nahm außerdem an den Mannschaftsweltmeisterschaften 2010 und 2011 teil (und erreichte 2010 das beste Einzelergebnis am vierten Brett) sowie an den Mannschaftseuropameisterschaften 2001, 2003, 2005, 2007, 2009, 2011, 2013, 2015 und 2017. Mit der Mannschaft gewann er 2009 und 2013 und erreichte 2011 den zweiten, 2007 den dritten Platz; in der Einzelwertung erreichte er 2009 am vierten und 2011 am dritten Brett das beste Ergebnis. Bei der Mannschaftseuropameisterschaft 2017 gewann Aserbaidschan das Turnier, angeführt von Məmmədyarov am Spitzenbrett, der in acht von neuen Partien eingesetzt wurde und dabei 5 Punkten erzielte. In Runde 8 gewann er mit den schwarzen Steinen gegen den russischen Großmeister Alexander Grischuk und trug damit maßgeblich zum entscheidenden Sieg seiner Mannschaft gegen die am Ende zweitplatzierten Russen bei.

## Vereine
In Aserbaidschan spielt Məmmədyarov für SOCAR Baku, mit dem er 2012 und 2014 den European Club Cup gewann. In der deutschen Schachbundesliga spielte er von 2008 bis 2010 für den SV Werder Bremen. Seit 2016 spielt er beim SC Viernheim, zunächst in der 2. Bundesliga; seit dem Aufstieg 2018, zu dem er wesentlich beitrug, in der 1. Bundesliga. In der russischen Mannschaftsmeisterschaft spielte Məmmədyarov 2006 für Termosteps Samara, 2008 für Spasio Moskau und 2013 für den SK Malachit Jekaterinburg. In der französischen Top 16 spielte er in der Saison 2006/07 für den Club de Chess 15 Paris, in der spanischen Mannschaftsmeisterschaft spielte er 2005 für CA Eborajedrez Talavera und 2006 für CA Cuna de Dragones-Ajoblanco Mérida. Am European Club Cup hat er auch schon mit dem türkischen Verein Eczacıbaşı SK, dem russischen Verein Elara Tscheboksary und dem mazedonischen Verein SK Alkaloid Skopje teilgenommen. In der chinesischen Mannschaftsmeisterschaft spielte Məmmədyarov 2015 für Hebei Sports Lottery und 2016 für Zhejiang.

## Partiebeispiel
|   | a | b | c | d | e | f | g | h |   |
| 8 |   |   |   |   |   |   |   |   | 8 |
| 7 |   |   |   |   |   |   |   |   | 7 |
| 6 |   |   |   |   |   |   |   |   | 6 |
| 5 |   |   |   |   |   |   |   |   | 5 |
| 4 |   |   |   |   |   |   |   |   | 4 |
| 3 |   |   |   |   |   |   |   |   | 3 |
| 2 |   |   |   |   |   |   |   |   | 2 |
| 1 |   |   |   |   |   |   |   |   | 1 |
|   | a | b | c | d | e | f | g | h |   |

In der folgenden Partie besiegte Məmmədyarov mit den weißen Steinen beim Baku Grand Prix 2008 den zukünftigen Weltmeister Magnus Carlsen.
Şəhriyar Məmmədyarov–Magnus Carlsen 1:0
Baku Grand Prix, 24. April 2008
Damenindische Verteidigung, E17
1. d4 Sf6 2. c4 e6 3. Sf3 b6 4. g3 Lb7 5. Lg2 Le7 6. 0–0 0–0 7. Te1 Sa6 8. Se5 Lxg2 9. Kxg2 c6 10. e4 Dc7 11. Sc3 Db7 12. Sd3 d5 13. e5 Sd7 14. cxd5 cxd5 15. h4 Sb4 16. Lg5 Sxd3 17. Dxd3 Lb4 18. Tec1 a6 19. Se2 Tfc8 20. h5 h6 21. a3 Lf8 22. Ld2 Txc1 23. Txc1 Tc8 24. Tf1 b5 25. f4 Dc6 26. Tc1 Db7 27. Tf1 Dc6 28. Df3 Db6 29. f5 exf5 30. Lc3 a5 31. Lxa5 Dxa5 32. Dxf5 Dd2 33. Dxf7+ Kh8 34. Tf2 Td8 35. Dxd5 Da5 36. Sf4 Da8 37. Sg6+ (37. … Kh7 38. Dxa8 Txa8 39. Tf7! Td8 40. Txd7 Txd7 41. Sxf8+ Kg8 42. Sxd7) 1:0